# Restless and Wild
Restless and Wild ist das vierte Album der deutschen Heavy-Metal-Band Accept. Es wurde im Oktober 1982 in Deutschland und im März 1983 in den USA und Großbritannien (Platz 98) veröffentlicht.

## Geschichte
Es war das erste Accept-Album, das nicht im Delta-Studio aufgenommen wurde, sondern in den Dierks Studios in Stommeln. Es ist auch das erste Accept-Album, in dem Udo Dirkschneider jeden Song singt. Jan Koemmet trat der Band kurz vor der Veröffentlichung dieses Albums bei, war aber noch nicht an den Aufnahmen beteiligt. Obwohl  Wolf Hoffmann die Gitarre für das Album alleine eingespielt hat, wurde Herman Frank auf dem Albumcover angegeben.
Das Album ist wohl am besten bekannt geworden durch das knisternde Volkslied-Schallplatten-Intro („Heidi, heido, heida“, Chorus aus Ein Heller und ein Batzen, bei dem der junge Dieter Dierks mitgesungen habe) zum Titel „Fast as a Shark“, der zu den ersten Speed-Metal-Songs gezählt wird. Der letzte Song „Princess of the Dawn“ endet abrupt. Auf einer späteren Compilation wird das Ende dagegen ausgeblendet.
Das Album wurde außerhalb Deutschlands mit einem anderen Cover, einem Livebild der Band, veröffentlicht. Am 25. Januar 2011 wurde das Album in seiner Gesamtheit bei einer speziellen Show in der Schweiz uraufgeführt.

## Rezeption
Hansi Daberger vom Magazin Rock Hard schrieb in seiner Rezension für die Bestenliste der Redaktion des Magazins, in der Restless and Wild Platz 81 erreichte, das Album habe damals „die einheimische Metal-Welt fast komplett auf den Kopf“ gestellt. Die Platte gelte „als eine der genialsten Scheiben, die der Teutonen-Metal je hervorgebracht hat“. Besonders lobte er die „messerscharfen Riffs“ und die druckvolle Produktion.
Die US-amerikanische Death-Metal-Band Cannibal Corpse hat eine Coverversion des Titels „Demon's Night“ aufgenommen, die auf ihrer EP Worm Infested erschien.

## Titelliste
1. Fast as a Shark (Hoffmann, Kaufmann, Dirkschneider, Baltes) – 3:49
2. Restless and Wild (Hoffmann, Kaufmann, Dirkschneider, Baltes, Robert A. Smith-Diesel + Accept) – 4:12
3. Ahead of the Pack (Hoffmann, Kaufmann, Dirkschneider, Baltes) – 3:24
4. Shake Your Heads (Hoffmann, Kaufmann, Dirkschneider, Baltes) – 4:17
5. Neon Nights (Deaffy, Robert A. Smith-Diesel + Accept) – 6:02
6. Get Ready (Hoffmann, Kaufmann, Dirkschneider, Baltes, Robert A. Smith-Diesel + Accept) – 3:41
7. Demon’s Night (Hoffmann, Kaufmann, Dirkschneider, Baltes) – 4:28
8. Flash Rockin’ Man (Hoffmann, Kaufmann, Dirkschneider, Baltes) – 4:28
9. Don’t Go Stealin’ My Soul Away (Hoffmann, Kaufmann, Dirkschneider, Baltes, Robert A. Smith-Diesel + Accept) – 3:16
10. Princess of the Dawn (Deaffy, Robert A. Smith-Diesel + Accept) – 6:16